# Саймонстаун
Саймонстаун (англ. Simon's Town, афр. Simonstad) — місто-супутник Кейптауна в Південно-Африканській Республіці. Місце дислокації головної військово-морської бази ВМС Південно-Африканської Республіки.

## Клімат
Місто знаходиться у зоні, котра характеризується середземноморським кліматом. Найтепліший місяць — січень із середньою температурою 17.8 °C (64 °F). Найхолодніший місяць — червень, із середньою температурою 12.8 °С (55 °F).
| Клімат Саймонстауна     | Клімат Саймонстауна | Клімат Саймонстауна | Клімат Саймонстауна | Клімат Саймонстауна | Клімат Саймонстауна | Клімат Саймонстауна | Клімат Саймонстауна | Клімат Саймонстауна | Клімат Саймонстауна | Клімат Саймонстауна | Клімат Саймонстауна | Клімат Саймонстауна | Клімат Саймонстауна |
| Показник                | Січ.                | Лют.                | Бер.                | Квіт.               | Трав.               | Черв.               | Лип.                | Серп.               | Вер.                | Жовт.               | Лист.               | Груд.               | Рік                 |
| Середній максимум, °C   | 21                  | 21                  | 21                  | 19                  | 17                  | 16                  | 15                  | 15                  | 16                  | 17                  | 19                  | 20                  | 18                  |
| Середня температура, °C | 18                  | 18                  | 18                  | 16                  | 15                  | 13                  | 13                  | 13                  | 13                  | 14                  | 16                  | 17                  | 15                  |
| Середній мінімум, °C    | 15                  | 15                  | 15                  | 13                  | 12                  | 11                  | 10                  | 10                  | 10                  | 11                  | 13                  | 14                  | 12                  |
| Норма опадів, мм        | 12                  | 17                  | 18                  | 48                  | 74                  | 96                  | 79                  | 77                  | 42                  | 35                  | 18                  | 16                  | 532                 |
| ----------------------- | ------------------- | ------------------- | ------------------- | ------------------- | ------------------- | ------------------- | ------------------- | ------------------- | ------------------- | ------------------- | ------------------- | ------------------- | ------------------- |
| Джерело: Weatherbase    |                     |                     |                     |                     |                     |                     |                     |                     |                     |                     |                     |                     |                     |